# Symplecta
Symplecta is een muggengeslacht uit de familie van de steltmuggen (Limoniidae).

## Soorten

### OndergeslachtHoploerioptera
- S. (Hoploerioptera) honshuensis (Alexander, 1958)
- S. (Hoploerioptera) luctuosipes Alexander, 1953
- S. (Hoploerioptera) shikokuensis Alexander, 1953

### OndergeslachtPodoneura
- S. (Podoneura) anthracogramma (Bergroth, 1888)
- S. (Podoneura) apphidion (Alexander, 1958)
- S. (Podoneura) bequaertiana (Alexander, 1930)
- S. (Podoneura) brevifurcata (Alexander, 1930)
- S. (Podoneura) harteni Hancock, 2006
- S. (Podoneura) peregrinator (Alexander, 1944)
- S. (Podoneura) triangula (Alexander, 1975)

### OndergeslachtPsiloconopa
- S. (Psiloconopa) alexanderi (Savchenko, 1973)
- S. (Psiloconopa) beringiana Savchenko, 1979
- S. (Psiloconopa) bispinigera (Alexander, 1930)
- S. (Psiloconopa) bisulca (Alexander, 1949)
- S. (Psiloconopa) bizarrea (Stary, 1992)
- S. (Psiloconopa) cancriformis (Alexander, 1975)
- S. (Psiloconopa) carsoni (Alexander, 1955)
- S. (Psiloconopa) cramptonella (Alexander, 1931)
- S. (Psiloconopa) churchillensis (Alexander, 1938)
- S. (Psiloconopa) denali (Alexander, 1955)
- S. (Psiloconopa) diadexia (Alexander, 1966)
- S. (Psiloconopa) dorothea (Alexander, 1914)
- S. (Psiloconopa) ecalcar (Alexander, 1949)
- S. (Psiloconopa) epicharis (Alexander, 1966)
- S. (Psiloconopa) fausta (Alexander, 1957)
- S. (Psiloconopa) fenestrata (de Meijere, 1913)
- S. (Psiloconopa) gobiensis (Alexander, 1922)
- S. (Psiloconopa) hirsutissima (Alexander, 1966)
- S. (Psiloconopa) hygropetrica (Alexander, 1943)
- S. (Psiloconopa) irata (Alexander, 1949)
- S. (Psiloconopa) janetscheki (Alexander, 1968)
- S. (Psiloconopa) laevis (Alexander, 1930)
- S. (Psiloconopa) laticeps (Alexander, 1916)
- S. (Psiloconopa) laudatrix (Alexander, 1947)
- S. (Psiloconopa) lindrothi (Tjeder, 1955)
- S. (Psiloconopa) lucia (Alexander, 1914)
- S. (Psiloconopa) luliana (Alexander, 1934)
- S. (Psiloconopa) mafuluensis (Alexander, 1948)
- S. (Psiloconopa) mckinleyana (Alexander, 1955)
- S. (Psiloconopa) megarhabda (Alexander, 1943)
- S. (Psiloconopa) meigeni (Zetterstedt, 1838)
- S. (Psiloconopa) microcellula (Alexander, 1914)
- S. (Psiloconopa) neomexicana (Alexander, 1929)
- S. (Psiloconopa) nigrohalterata (Alexander, 1958)
- S. (Psiloconopa) peayi (Alexander, 1948)
- S. (Psiloconopa) polycantha (Alexander, 1945)

- S. (Psiloconopa) preclara (Alexander, 1964)
- S. (Psiloconopa) preclaroides (Alexander, 1964)
- S. (Psiloconopa) propensa (Alexander, 1935)
- S. (Psiloconopa) punctulata (de Meijere, 1919)
- S. (Psiloconopa) pusilla (Schiner, 1865)
- S. (Psiloconopa) rainieria (Alexander, 1943)
- S. (Psiloconopa) recurva (Alexander, 1949)
- S. (Psiloconopa) rutshuruensis (Alexander, 1956)
- S. (Psiloconopa) shoshone (Alexander, 1945)
- S. (Psiloconopa) sinawava (Alexander, 1948)
- S. (Psiloconopa) sparsa (Alexander, 1919)
- S. (Psiloconopa) stictica (Meigen, 1818)
- S. (Psiloconopa) sweetmani (Alexander, 1940)
- S. (Psiloconopa) sylleptor (Alexander, 1957)
- S. (Psiloconopa) taficola (Alexander, 1948)
- S. (Psiloconopa) telfordi (Alexander, 1948)
- S. (Psiloconopa) tridenticulata (Alexander, 1936)
- S. (Psiloconopa) trilaciniata Savchenko, 1982
- S. (Psiloconopa) verna (Alexander, 1920)
- S. (Psiloconopa) winthemi (Alexander, 1922)
- S. (Psiloconopa) yasumatsui (Alexander, 1954)
- S. (Psiloconopa) zukeli (Alexander, 1940)

### OndergeslachtSymplecta
- S. (Symplecta) cana (Walker, 1848)
- S. (Symplecta) colombiana (Alexander, 1937)
- S. (Symplecta) chosenensis (Alexander, 1940)
- S. (Symplecta) echinata Stary and Brodo, 2009
- S. (Symplecta) edlundae Stary and Brodo, 2009
- S. (Symplecta) elongata Loew, 1874
- S. (Symplecta) grata Loew, 1873
- S. (Symplecta) holdgatei (Freeman, 1962)
- S. (Symplecta) horrida (Lackschewitz, 1964)
- S. (Symplecta) hybrida

Symplecta hybrida (Meigen, 1804)
- S. (Symplecta) mabelana (Alexander, 1955)
- S. (Symplecta) macroptera (Philippi, 1866)
- S. (Symplecta) novaezemblae (Alexander, 1922)
- S. (Symplecta) scotica (Edwards, 1938)
- S. (Symplecta) sheldoni (Alexander, 1955)
- S. (Symplecta) tripilata (Alexander, 1957)

### OndergeslachtTrimicra
- S. (Trimicra) antipodarum (Alexander, 1953)
- S. (Trimicra) brachyptera (Alexander, 1955)
- S. (Trimicra) campbellicola (Alexander, 1964)
- S. (Trimicra) confluens (Alexander, 1922)
- S. (Trimicra) inconstans (Alexander, 1922)
- S. (Trimicra) macquariensis (Alexander, 1962)
- S. (Trimicra) pilipes

Symplecta pilipes (Fabricius, 1787)